# Madouba
Madouba ist sowohl eine Gemeinde (französisch commune rurale) als auch ein dasselbe Gebiet umfassendes Departement im westafrikanischen Staat Burkina Faso, in der Region Boucle du Mouhoun und der Provinz Kossi. Die Gemeinde hat in zehn Dörfern 6590 Einwohner.